# Hold-up (chanson)
Pour les articles homonymes, voir Hold-up (homonymie).
Hold-up est une chanson écrite, composée et interprétée par Louis Chedid, parue initialement sur l'album Nous sommes des clowns, en 1974.

## Thème
Le texte de Hold-up raconte, tel un petit film, le braquage d'une banque qui finit mal pour les cambrioleurs. Chaque vers énonce l'heure exacte et l'action de l'histoire, minute par minute, chaque couplet se terminant par « Et je vois... ma mort. », sauf le dernier qui s'achève par : « Et je vois... ma mort sourire. Et je la vois m'emmener. »

## Historique
Paru en 1974 en album et en 45 tours, le titre, bien que le succès n'ait pas été au rendez-vous, va bénéficier de passages radios et sera bien classé au hit-parade québécois en octobre 1975.
En 1984, Louis Chedid, devenu une valeur de la chanson française, notamment après les succès des titres T'as beau pas être beau, La Belle et Ainsi soit-il, réenregistre Hold-up, pour lequel il s'adjoint les services de Claude Brasseur, Alain Souchon et Gérard Jugnot, qui prêtent leurs voix aux personnages et participent au clip. Cette seconde version sort elle aussi en 45 tours, ainsi qu'en maxi 45 tours avec une version longue et une version instrumentale.
En 2009, Matthieu Chedid alias -M-, fils de Louis Chedid, reprend cette chanson sur son album Mister Mystère, avec cette fois-ci les voix de Guillaume Canet, Marion Cotillard, Gilles Lellouche, Hocine Merabet et Maxim Nucci.